# Schelkowskaja
Schelkowskaja (russisch Шелковска́я, tschetschenisch Мохне/Mochne, auch tschetschenisch Шелковски/Schelkowski) ist eine Staniza in der Republik Tschetschenien in Russland mit 11.112 Einwohnern (Stand 14. Oktober 2010).

## Geographie
Der Ort liegt im Kaukasusvorland knapp 60 km Luftlinie nordöstlich der Republikhauptstadt Grosny. Er befindet sich einige Kilometer vom linken Ufer des Terek entfernt, der dort die Grenze zu Dagestan markiert.
Schelkowskaja ist Verwaltungszentrum des Rajons Schelkowskoi sowie Sitz und einzige Ortschaft der Landgemeinde Scholkowskoje selskoje posselenije.

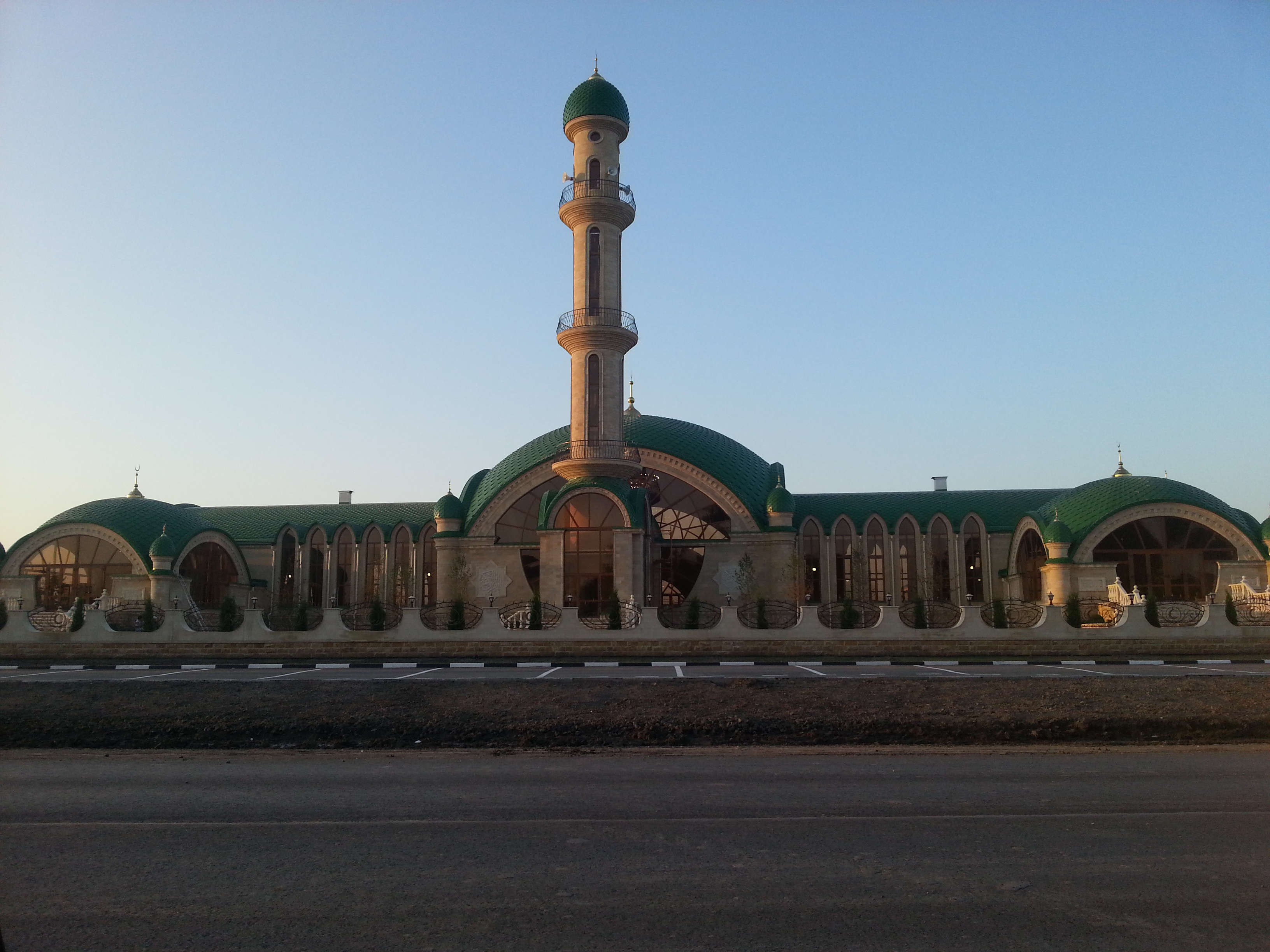
Moschee in Schelkowskaja
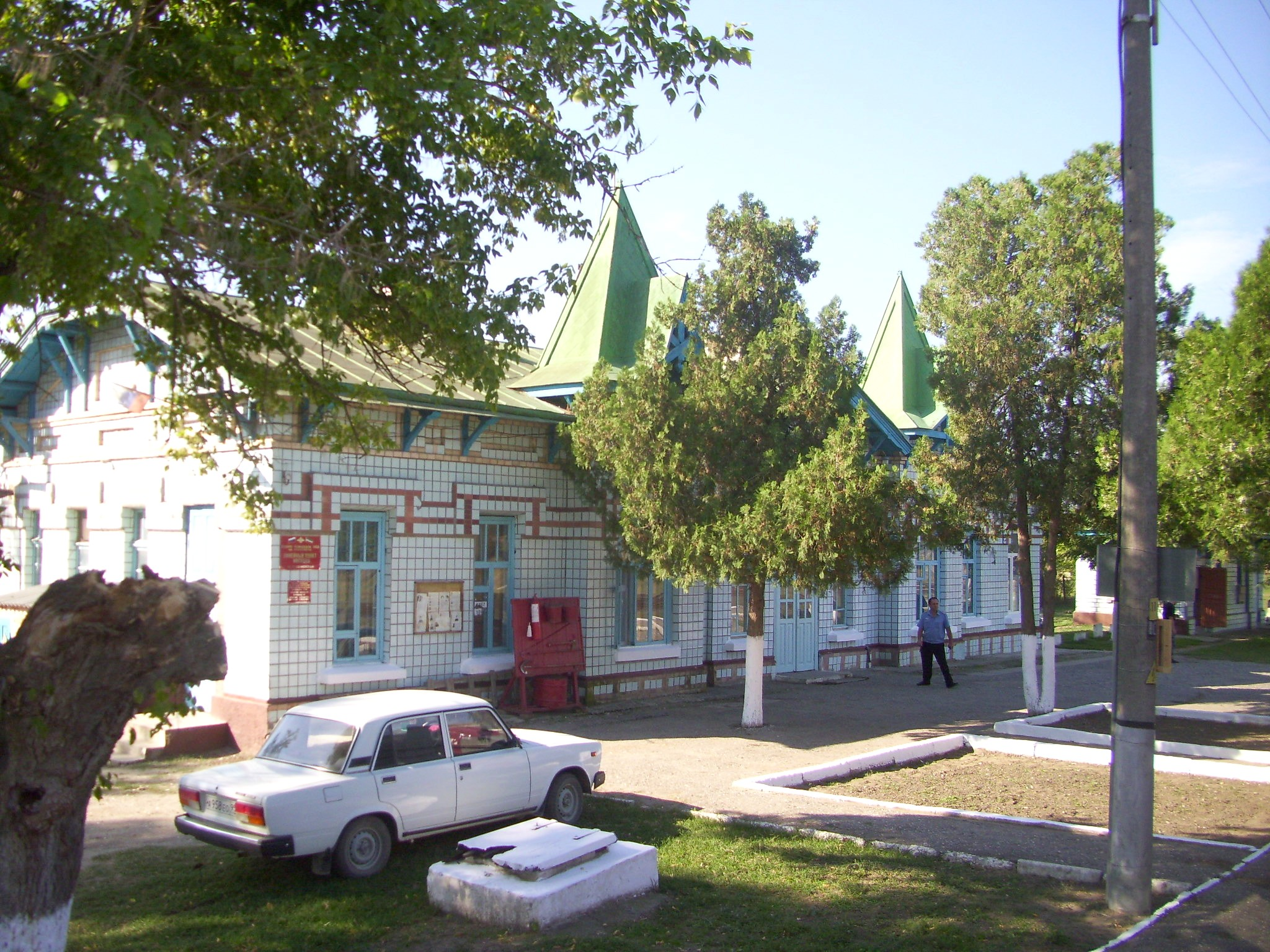
Bahnhof Schelkowskaja

## Geschichte
Der Ort entstand um eine 1718 von einem armenischen Kaufmann gegründete Seidenspinnerei. Der Name ist vom russischen Wort scholk für Seide abgeleitet. Die georgisch-armenische Ortschaft wurde durch Ansiedlung von Terekkosaken im 19. Jahrhundert in eine Staniza umgewandelt.
1923 wurde die Staniza Verwaltungssitz eines Rajons, der bis 1937 zur Dagestanischen ASSR gehörte. 1944 kam er zur Region Stawropol, dann nach der Deportation der tschetschenischen und inguschischen Bevölkerung der Tschetscheno-Inguschischen ASSR und Auflösung der autonomen Republik bis 1957 zur neu gebildeten Oblast Grosny. Nach Wiederherstellung der tschetschenisch-inguschischen Autonomie 1957 wurde der Rajon Tschetscheno-Inguschetien zugeteilt, obwohl er bereits vor 1944 zur 85 % russisch besiedelt war.
Infolge der Gewalttätigkeiten während der tschetschenischen Unabhängigkeitsbestrebungen Anfang der 1990er-Jahre verließ ein Großteil der russischen Bevölkerung bis spätestens im Ersten Tschetschenienkrieg den Rajon und die Staniza. Aber auch heute ist deren Anteil mit etwa 9 % in der Staniza einer der höchsten in Tschetschenien.

### Bevölkerungsentwicklung
| Jahr | Einwohner |
| ---- | --------- |
| 1939 | 2.310     |
| 1959 | 3.357     |
| 1970 | 5.558     |
| 1979 | 6.600     |
| 1989 | 7.961     |
| 2002 | 9.581     |
| 2010 | 11.112    |

Anmerkung: Volkszählungsdaten

## Verkehr
Schelkowskaja liegt an der dem linken Terekufer folgenden Regionalstraße Ischtschorskaja (östlich von Mosdok) – Tscherwljonnaja – Grenze zu Dagestan bei Kisljar (Teil der früheren R262). Östlich von Schelkowskaja zweigt die frühere R309 ab, kreuzt den Terek und führt in die gut 30 km entfernte Stadt Chassawjurt in Dagestan.
Die Staniza besitzt einen gleichnamigen Bahnhof bei Kilometer 29 der 1915 bis Kisljar eröffneten und 1942 bis Astrachan verlängerten Eisenbahnstrecke ab Tscherwljonnaja. Während der Tschetschenienkriege war die Bahnverbindung von 1994 bis 2000 auf dem Abschnitt bis Kisljar unterbrochen.